# Юбилейный (Курская область)
Юбилейный — посёлок в Щетинском сельсовете Курского района Курской области Российской Федерации.

## География
Находится в южной части района, примыкая к восточной окраине Курска.
Улицы
В посёлке улицы: Авиационная, Ильича, Курская, Молодёжная, Молодёжная 2-я, Молодёжная 3-я, Российская, Цветочная и Цветочная 2-я.
Климат
Юбилейный, как и весь район, расположен в поясе умеренно континентального климата с тёплым летом и относительно тёплой зимой (Dfb в классификации Кёппена).
| Показатель                                                                      | Янв. | Фев. | Март | Апр. | Май  | Июнь | Июль | Авг. | Сен. | Окт. | Нояб. | Дек. | Год  |
| ------------------------------------------------------------------------------- | ---- | ---- | ---- | ---- | ---- | ---- | ---- | ---- | ---- | ---- | ----- | ---- | ---- |
| Средний суточный максимум, °C                                                   | −4,3 | −3,4 | 2,5  | 12,9 | 19,3 | 22,6 | 25,3 | 24,6 | 18   | 10,4 | 3,2   | −1,4 | 10,8 |
| Средняя температура, °C                                                         | −6,4 | −5,9 | −1,1 | 8    | 14,6 | 18,3 | 20,9 | 19,9 | 13,9 | 7,1  | 0,9   | −3,3 | 7,2  |
| Средний суточный минимум, °C                                                    | −8,9 | −8,9 | −5,1 | 2,5  | 8,9  | 12,9 | 15,8 | 14,8 | 9,6  | 3,8  | −1,4  | −5,5 | 3,2  |
| Норма осадков, мм                                                               | 51   | 44   | 47   | 50   | 60   | 68   | 70   | 55   | 59   | 59   | 46    | 48   | 657  |
| Источник: Погода по месяцам c ru.climate-data.org(дата обращения: Февраль 2022) |      |      |      |      |      |      |      |      |      |      |       |      |      |

Часовой пояс
Посёлок Юбилейный, как и вся Курская область, находится в часовой зоне МСК (московское время). Смещение применяемого времени относительно UTC составляет +3:00.

## История
Входит в состав муниципального образования «Щетинский сельсовет» согласно Закону Курской области от 21 октября 2004 года № 48-ЗКО «О муниципальных образованиях Курской области».

## Население
| 2002 | 2010  |
| ---- | ----- |
| 1619 | ↗1702 |

## Инфраструктура
Птицефабрика. Садоводческие товарищества. В посёлке 525 домов.

## Транспорт
Доступен автомобильным и железнодорожным транспортом. Несколько остановок общественного транспорта и автобусных маршрутов. В пешей доступности  железнодорожный остановочный пункт 4 км (2 км) (линия Курск — 146 км).